# Летняя (приток Ёрсы)
Летняя — река в России, протекает в Республике Коми по территории Ижемского и Усть-Цилемского районов. Устье реки находится в 162 км по левому берегу реки Ёрсы. Длина реки составляет 97 км, площадь водосборного бассейна 522 км².

## Данные водного реестра
По данным государственного водного реестра России относится к Двинско-Печорскому бассейновому округу, водохозяйственный участок реки — Печора от водомерного поста Усть-Цильма и до устья, речной подбассейн реки — бассейны притоков Печоры ниже впадения Усы. Речной бассейн реки — Печора.
Код объекта в государственном водном реестре — 03050300212103000081335.